# San José Sosola
San José Sosola är en ort i Mexiko.   Den ligger i kommunen San Jerónimo Sosola och delstaten Oaxaca, i den sydöstra delen av landet, 300 km sydost om huvudstaden Mexico City. San José Sosola ligger 2 064 meter över havet och antalet invånare är 184.
Terrängen runt San José Sosola är kuperad. Runt San José Sosola är det ganska glesbefolkat, med 43 invånare per kvadratkilometer. Närmaste större samhälle är San Francisco Telixtlahuaca, 19,0 km öster om San José Sosola. I omgivningarna runt San José Sosola växer huvudsakligen savannskog.